# Juan Idiarte Borda
Juan Bautista Idiarte Borda, né en 1844 à Mercedes et mort assassiné le 25 août 1897 à Montevideo, est un homme d'État uruguayen.
Il est le président de l’Uruguay de mars 1894 à août 1897.

## Biographie
Membre du Parti colorado, il est sénateur et député dans les années 1880, et membre du Parlement en représentation du département de Soriano. 